# Artotrogus sardae
Artotrogus sardae is een eenoogkreeftjessoort uit de familie van de Artotrogidae. De wetenschappelijke naam van de soort is voor het eerst geldig gepubliceerd in 1988 door McKinnon.